# Pilar Vargas
Pilar Vargas Rodríguez (Sevilla) es una exjugadora de fútbol y exentrenadora española. Como jugadora, fue una de las primeras de España y la primera futbolista andaluza de la historia convocada por la selección femenina. Llegó a ser internacional y también jugó al balonmano para el ya desaparecido Cref y al fútbol sala. Como entrenadora, fue la primera mujer en obtener el título de entrenadora nacional.

## Trayectoria
Su padre, Manuel Vargas Zamorano, era árbitro de fútbol y ella empezó a jugar alrededor de los diez años con chavales porque en su barrio no había niñas que practicaran este deporte. Para poder tener una licencia federativa que le permitiera participar en la selección andaluza, tuvo que empezar jugando en Málaga porque en aquel tiempo en su ciudad, Sevilla, no había equipo femenino federado. Con diez y seis años, formó parte de la selección española. Jugó en diferentes equipos y fue internacional. Años más tarde, fundó el equipo femenino del CD Hispalis, origen del Sevilla Fútbol Club, que compitió en la Primera División.
Pronto comenzó a entrenar a chicos de su barrio y a juveniles mayores que ella. En 1983 ya se planteaba ser entrenadora y en 1991, fue una de las 311 personas, de un grupo de 526 aspirantes, que superó las pruebas para serlo, en la misma promoción de Manuel Delgado Meco, preparador físico de la selección, José Antonio Camacho, Jorge Valdano, Periko Alonso, Diego Soto, Andoni Goikoetxea, Juanito, López Ufarte o Juanito Sacó. De manera que se convirtió en la primera mujer con título de entrenadora nacional de España y del mundo.
Ha entrenado a equipos masculinos y femeninos. Fue seleccionadora de la Selección sevillana de fútbol (1998-2004) al mismo tiempo que de la andaluza (1991-1995), tanto en fútbol masculino como femenino. En este contexto, entrenó a jugadores y jugadoras de renombre como Fernando Varela del Betis, Capi y Juan Luis Redondo del Sevilla, a Manu Sánchez del Málaga, a Ana Romero, a Priscila Borja, a Olga Carmona, a Rocío Gálvez, a Irene Guerrero, o a María Pry.
En 2008, trabajó como asesora de Deportes en el Ayuntamiento de Sevilla. En 2011, fue designada presidenta de Fútbol Femenino en la Real Federación Andaluza de Fútbol y fue miembro del Comité Nacional hasta 2015. En numerosas ocasiones, siempre en el entorno del fútbol, ha sido conferenciante y formadora.

## Reconocimientos
En 2013, se publicó la novela Tacones en el banquillo, en la que Vargas fue inspiración para su autora, la periodista Alejandra Alloza.